# Niva (Käse)

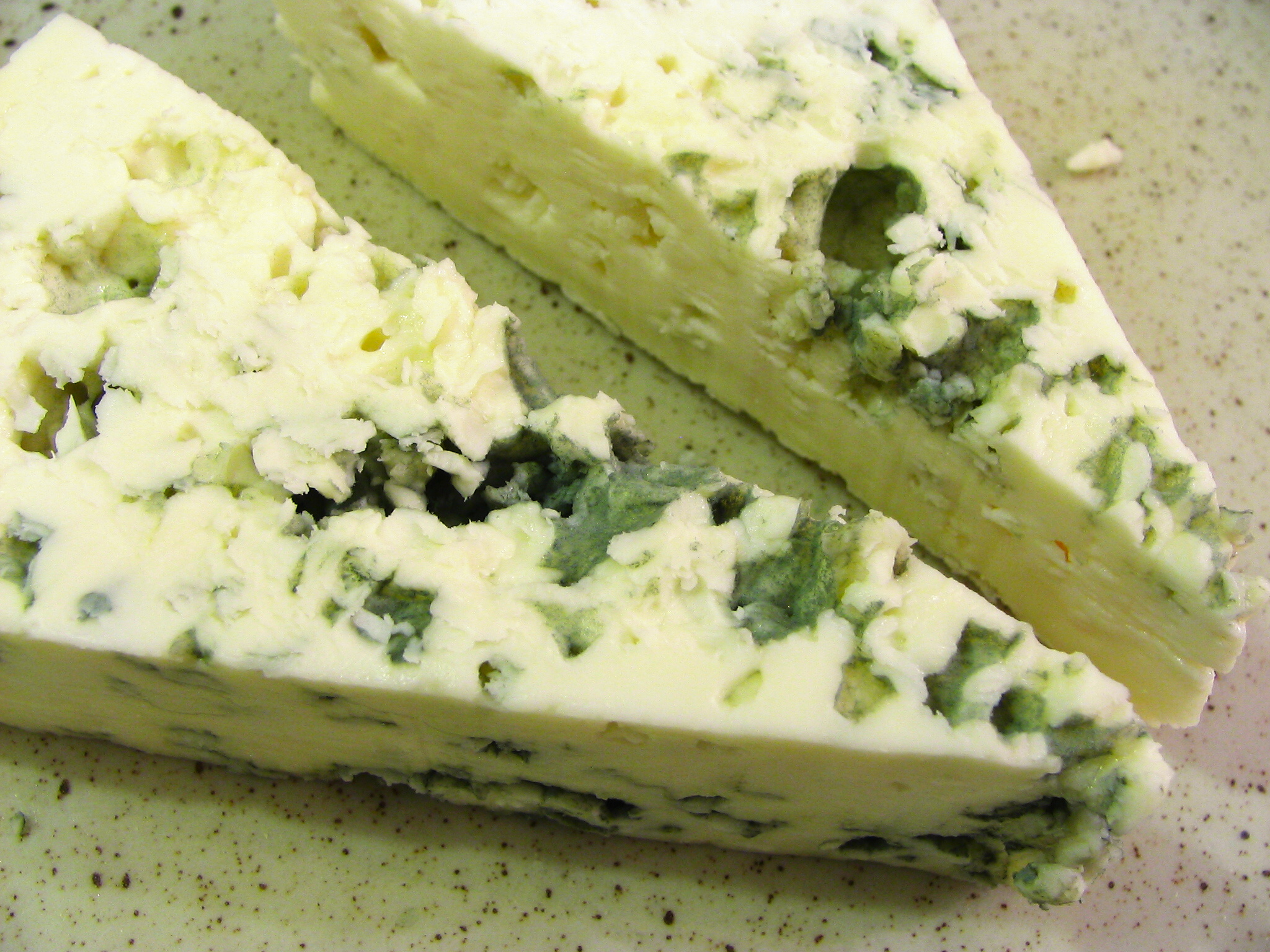
Blauschimmelkäse „Niva“

Niva ist ein tschechischer Blauschimmelkäse. Dieser aus Kuh- und Schafsmilch hergestellte Käse ähnelt dem französischen Schafskäse Roquefort. Er ist in Tschechien weit verbreitet und wird neben dem direkten Verzehr oft auch als Brotaufstrich gegessen (třená niva – Niva mit Butter oder Margarine zerrieben).
Niva enthält etwa 53 Prozent Trockensubstanz, 43 Prozent Fett in der Trockenmasse und 22 Prozent Protein.
Jihočeská niva (Südböhmische Niva) und Jihočeská zlatá niva (Südböhmische goldene Niva) sind seit 2010 geschützte geografische Angaben.